# Лейбористская партия Ямайки
Лейбористская партия Ямайки (англ. Jamaica Labour Party, JLP) — ямайская политическая партия, одна из двух чередующихся у власти в стране (наряду с Народной национальной партией). Несмотря на социал-демократическое название, занимает правые консервативные позиции, однако исторически тесно связана с рабочим и профсоюзным движением. В независимой Ямайке являлась правящей в 1962—1972, 1980—1989, 2007—2012 и с 2016 года.

## Создание и специфика
Партия была основана в 1943 году на основе Индустриального профсоюза Бустаманте (англ. Bustamante Industrial Trade Union), созданного активистом профсоюзного и антиколониального движения Александром Бустаманте. Возникновение Лейбористской партии Ямайки (JLP) связано с расколом уже существовавшей к тому времени Народной национальной партии (PNP) Нормана Мэнли, занимавшей более левые позиции.
Между PNP и JLP обозначились серьёзные идеологические различия. Лейбористская партия стояла на гораздо более правых антикоммунистических позициях, отвергала идеи социализма, ориентировалась на свободное предпринимательство. В то же время, профсоюзная социальная база обусловила популистский характер партийной политики. Возникали и конкретные политические конфликты. В 1958 году Александр Бустаманте и лидер PNP Норман Мэнли резко разошлись по вопросу о членстве Ямайки в Федерации Вест-Индии. Мэнли был сторонником Федерации, Бустаманте её противником.
JLP стала первой лейбористской партией в островных странах Карибского бассейна. Она во многом задала тон вест-индскому лейборизму и определила его специфику:

Вест-индские лейбористы гораздо правее британских. Они скорее неоконсервативны, если не праворадикальны. Лейбористский премьер Ямайки Эдвард Сиага был в 1980-х знаменосцем карибского рейганизма. Основатель гренадской лейбористской партии Эрик Гейри в 1970-х дружил с Пиночетом и слегка напоминал Дювалье. Их социальной опорой, наряду с профсоюзами, служит криминализированная молодёжь.

## Во власти и в оппозиции
JLP одержала победу в 1944 году на первых же выборах после своего основания. В 1953 году, после получения Ямайкой относительно широкого самоуправления, Бустаманте занял пост главного министра и оставался в этой должности до 1955. На первых выборах в независимой Ямайке — в 1962 году лейбористы вновь одержали победу и оставались у власти на протяжении десяти лет. Этот период был отмечен экономическим подъёмом, продолжавшимся до 1970 года — в основном за счёт добычи бокситов, развития сервиса и туризма. Правительства JLP возглавляли Александр Бустаманте, Дональд Сангстер, Хью Ширер.
В 1972 году, на фоне снижения прежде высоких темпов экономического роста, JLP потерпела поражение на выборах. К власти пришла PNP во главе с Майклом Мэнли. Четыре года спустя PNP вновь получила парламентское большинство. В оппозиции лейбористы жёстко критиковали левосоциалистический курс правительства Мэнли, его связи с Кубой. Располагая в парламенте лишь 13 мандатами из 60, JLP активно организовывала уличные протесты и беспорядки.
Выборы 30 октября 1980 года проходили на фоне вооружённых столкновений между боевиками PNP и JLP. Обе партии активно использовали руд-бойские криминальные группировки в политическом насилии. Погибли около 800 человек. Лейбористы во главе с Эдвардом Сиагой одержали победу с большим преимуществом — 58 % голосов, 51 мандат из 60.
Приход к власти JLP соответствовал неоконсервативной тенденции 1980-х годов. Правительство Сиаги либерализовало экономику, стимулировало частный бизнес, сократило налоги и государственные расходы. В то же время активно инвестировались из бюджета некоторые инфраструктурные (развитие городов) и социальные (трудоустройство молодёжи) программы. Культурная политика основывалась на национализме и ямайских традициях (особенно культивировалась ямайская музыка). Антикоммунистическая внешняя политика лейбористов ориентировались на американскую администрацию Рональда Рейгана. Были порваны отношения с Кубой, ямайский воинский контингент участвовал в интервенции на Гренаду. Под этим предлогом PNP бойкотировала выборы 1983, и JLP получила все места в парламенте.
В 1989 году к власти снова пришла PNP Майкла Мэнли. В 1993 и 1997 JLP собирала менее 40 % голосов и имела 8—10 мандатов. В 2002 был отмечен заметный рост элкторальной поддержки: почти 47 % и 26 мандатов, но большинство осталось за PNP. Лидером лейбористской оппозиции до 2005 года оставался Эдвард Сиага.
Партия резко критиковала PNP за просоциалистический курс, высокий госдолг, экономические неурядицы и рост преступности. В ответ заявлялось, что всё это было налицо и при правлении JLP во второй половине 1980-х.
На выборах 2007 года JLP получила 50 % голосов с 32 мандатами и вернулась к власти. Лейбористское правительство возглавил Брюс Голдинг. В октябре 2011 года он уступил премьерство и партийное лидерство министру образования Эндрю Холнессу, но тот оставался в должности лишь два месяца с небольшим — на выборах 2011 года JLP вновь уступила власть PNP.
Очередные выборы состоялись 25 февраля 2016 года. Победу одержала Лейбористская партия Ямайки, получив 49,5 % голосов и 32 мандата из 63. Главным фактором успеха стали обещания Эндрю Холнесса решить экономические проблемы страны.
По мнению организации «Международная амнистия», начиная с 1960-х годов ННП и ЛПЯ прямо или косвенно способствовали созданию организованных преступных группировок на острове.

## Руководство и символика
Лидером Лейбористской партии Ямайки с 2011 года является Эндрю Холнесс, начинавший партийную карьеру в качестве помощника Эдварда Сиаги. Председатель партии — Роберт Монтегю, бывший мэр города Порт-Мария, министр национальной безопасности в правительстве Холнесса. Генеральный секретарь JLP — известный врач Хорас Чанг.
Символы Лейбористской партии Ямайки — Колокол свободы и знак победы. Партийный цвет — зелёный.